# Miklós Lendvai
Dans le nom hongrois Lendvai Miklós, le nom de famille précède le prénom, mais cet article utilise l’ordre habituel en français Miklós Lendvai, où le prénom précède le nom.
Miklós Lendvai est un footballeur international hongrois, né le 7 avril 1975 à Zalaegerszeg et mort le 20 février 2023. Il évoluait au poste de milieu de terrain.

## Biographie

### En club
Miklós Lendvai joue en Hongrie, en France, en Suisse, en Belgique, et enfin à Chypre.
Il dispute au cours de sa carrière plus de 300 matchs dans les championnats professionnels. Il joue quatre matchs en Division 1 française avec les Girondins de Bordeaux, et participe à la Coupe de l'UEFA avec l'équipe de Ferencváros. En Coupe de l'UEFA, il est l'auteur d'un but contre l'AEK Athènes le 11 août 1998.

### En équipe nationale
Avec les espoirs, il participe aux quarts de finale du championnat d'Europe espoirs 1996. Il joue à cet effet deux matchs contre les espoirs écossais.
Avec la sélection olympique, il participe aux Jeux olympiques d'été de 1996 organisés aux États-Unis. Lors du tournoi olympique, il joue trois matchs : contre le Nigeria, le Brésil, et le Japon.
Miklós Lendvai reçoit 23 sélections en équipe de Hongrie entre 1996 et 2004. Toutefois, seulement 22 sélections sont officiellement reconnues par la FIFA.
Il joue son premier match en équipe nationale le 10 avril 1996, contre la Croatie (défaite 4-0 à Osijek).
Il joue ensuite trois matchs lors des éliminatoires de l'Euro 2000, quatre lors des éliminatoires du mondial 2002, et deux lors des éliminatoires de l'Euro 2004.
Il reçoit sa dernière sélection le 21 février 2004, contre la Roumanie (défaite 0-3 à Strovolos).